# 1. deild islandzka w piłce nożnej (2005)
1. deild 2005 – 51. edycja 2 poziomu rozgrywek piłki nożnej na Islandii. 
Brało w niej udział 10 drużyn, które w okresie od 16 maja do 19 września 2005 rozegrały 18 kolejki meczów. 
Promocję uzyskały Breiðablik i Víkingur Reykjavík.

## Drużyny
| Uczestnicy poprzedniej edycji                                                                                 | Uczestnicy poprzedniej edycji | Uczestnicy poprzedniej edycji | Uczestnicy poprzedniej edycji |
| --- | ----------------------------- | ----------------------------- | ----------------------------- |
| HKÓ | HK                            | 3                             |                               |
| BRE | Breiðablik                    | 4                             |                               |
| ÞÓR | Þór Akureyri                  | 5                             |                               |
| VÖL | Völsungur Húsavík             | 6                             |                               |
| FJÖ | Fjölnir                       | 7                             |                               |
| HAU | Haukar                        | 8                             |                               |
| Spadek z Úrvalsdeild                                                                                          |                               |                               |                               |
| VÍR | Víkingur Reykjavík            | 9                             |                               |
| KA | KA Akureyri                   | 10                            |                               |
| Awans z 2. deild karla                                                                                        |                               |                               |                               |
| KS | KS Siglufjordur               | 1                             |                               |
| VÍO | Víkingur Ólafsvík             | 2                             |                               |
| Oznaczenia: - kolumna pierwsza – skróty nazw drużyn, - kolumna trzecia – miejsce zajęte w poprzednim sezonie. |                               |                               |                               |

## Tabela
| Lp. | Drużyna                | M  | Z  | R | P  | B+ | B- | +/– | Pkt | Awans lub spadek         |
| --- | ---------------------- | -- | -- | - | -- | -- | -- | --- | --- | ------------------------ |
| 1   | Breiðablik (M, A)      | 18 | 13 | 5 | 0  | 32 | 13 | +19 | 44  | awans do Úrvalsdeild     |
| 2   | Víkingur Reykjavík (A) | 18 | 10 | 7 | 1  | 41 | 9  | +32 | 37  | awans do Úrvalsdeild     |
| 3   | KA                     | 18 | 10 | 4 | 4  | 40 | 20 | +20 | 34  |                          |
| 4   | Fjölnir                | 18 | 7  | 1 | 10 | 29 | 34 | −5  | 22  |                          |
| 5   | Víkingur Ólafsvík      | 18 | 6  | 4 | 8  | 15 | 30 | −15 | 22  |                          |
| 6   | Þór Akureyri           | 18 | 6  | 3 | 9  | 25 | 34 | −9  | 21  |                          |
| 7   | HK                     | 18 | 4  | 8 | 6  | 18 | 21 | −3  | 20  |                          |
| 8   | Haukar                 | 18 | 4  | 5 | 9  | 23 | 33 | −10 | 17  |                          |
| 9   | Völsungur (S)          | 18 | 4  | 4 | 10 | 17 | 25 | −8  | 16  | spadek do 2. deild karla |
| 10  | KS Siglufjordur (S)    | 18 | 2  | 7 | 9  | 14 | 35 | −21 | 13  | spadek do 2. deild karla |

## Wyniki
| Gospodarz \ Gość   | BRE | FJÖ | HAU | HK  | KA  | KS  | VÍO | VÍK | VÖL | ÞÓR |
| ------------------ | --- | --- | --- | --- | --- | --- | --- | --- | --- | --- |
| Breiðablik         |     | 1–0 | 2–1 | 1–1 | 2–1 | 1–1 | 3–0 | 0–0 | 3–2 | 1–0 |
| Fjölnir            | 2–3 |     | 2–4 | 3–1 | 2–0 | 4–1 | 1–0 | 1–2 | 1–1 | 3–1 |
| Haukar             | 0–1 | 2–1 |     | 0–0 | 1–1 | 4–1 | 2–2 | 0–6 | 1–0 | 0–1 |
| HK                 | 2–2 | 0–2 | 2–2 |     | 1–2 | 0–2 | 2–0 | 0–0 | 4–2 | 1–1 |
| KA                 | 0–2 | 6–1 | 5–4 | 0–2 |     | 1–1 | 1–0 | 1–1 | 3–0 | 6–1 |
| KS Siglufjordur    | 0–3 | 1–4 | 1–1 | 0–0 | 0–5 |     | 1–1 | 0–0 | 1–1 | 1–0 |
| Víkingur Ólafsvík  | 1–2 | 1–0 | 2–1 | 0–0 | 0–3 | 1–0 |     | 0–4 | 1–0 | 1–0 |
| Víkingur Reykjavík | 1–1 | 6–1 | 3–0 | 1–0 | 0–2 | 2–1 | 7–0 |     | 2–0 | 4–0 |
| Völsungur          | 0–1 | 1–0 | 1–0 | 2–0 | 0–1 | 3–0 | 1–1 | 1–1 |     | 1–3 |
| Þór Akureyri       | 1–3 | 3–1 | 2–0 | 1–2 | 2–2 | 4–2 | 2–4 | 1–1 | 2–1 |     |

## Najlepsi strzelcy
| Bramki | Strzelcy             | Drużyna   |
| ------ | -------------------- | --------- |
| 11     | Jóhann Þórhallsson   | KA        |
| 10     | Atli Guðnason        | Fjölnir   |
| 10     | Pálmi Rafn Pálmason  | KA        |
| 8      | Tómas Leifsson       | Fjölnir   |
| 7      | Hilmar Rafn Emilsson | Haukar    |
| 7      | Hreinn Hringsson     | KA        |
| 7      | Andri Valur Ívarsson | Völsungur |

Źródło: 